# Estadio Pierre-Mauroy
El Estadio Pierre-Mauroy (hasta 2013 llamado Grand Stade Lille Métropole y actualmente Decathlon Arena por motivos de patrocinio), es un estadio ubicado en la ciudad de Villeneuve-d'Ascq, Lille, Francia. El estadio tiene una capacidad de 50 186 espectadores y reemplaza al antiguo estadio del Lille, el Stadium Lille Métropole. Su conclusión tuvo retrasos y el partido inaugural se disputó el 17 de agosto de 2012.
Allí juega de local el Lille OSC de fútbol. Además, albergó partidos del EuroBasket 2015 y la Eurocopa 2016. En noviembre de 2014 albergó la final de la Copa Davis entre Francia y Suiza, con récord de asistentes para una final de ese torneo. También ha albergado partidos de rugby de la selección de Francia durante la ventana de noviembre.
El estadio cuenta con techo retráctil, que se desplaza en 30 minutos, paneles solares y aerogeneradores.

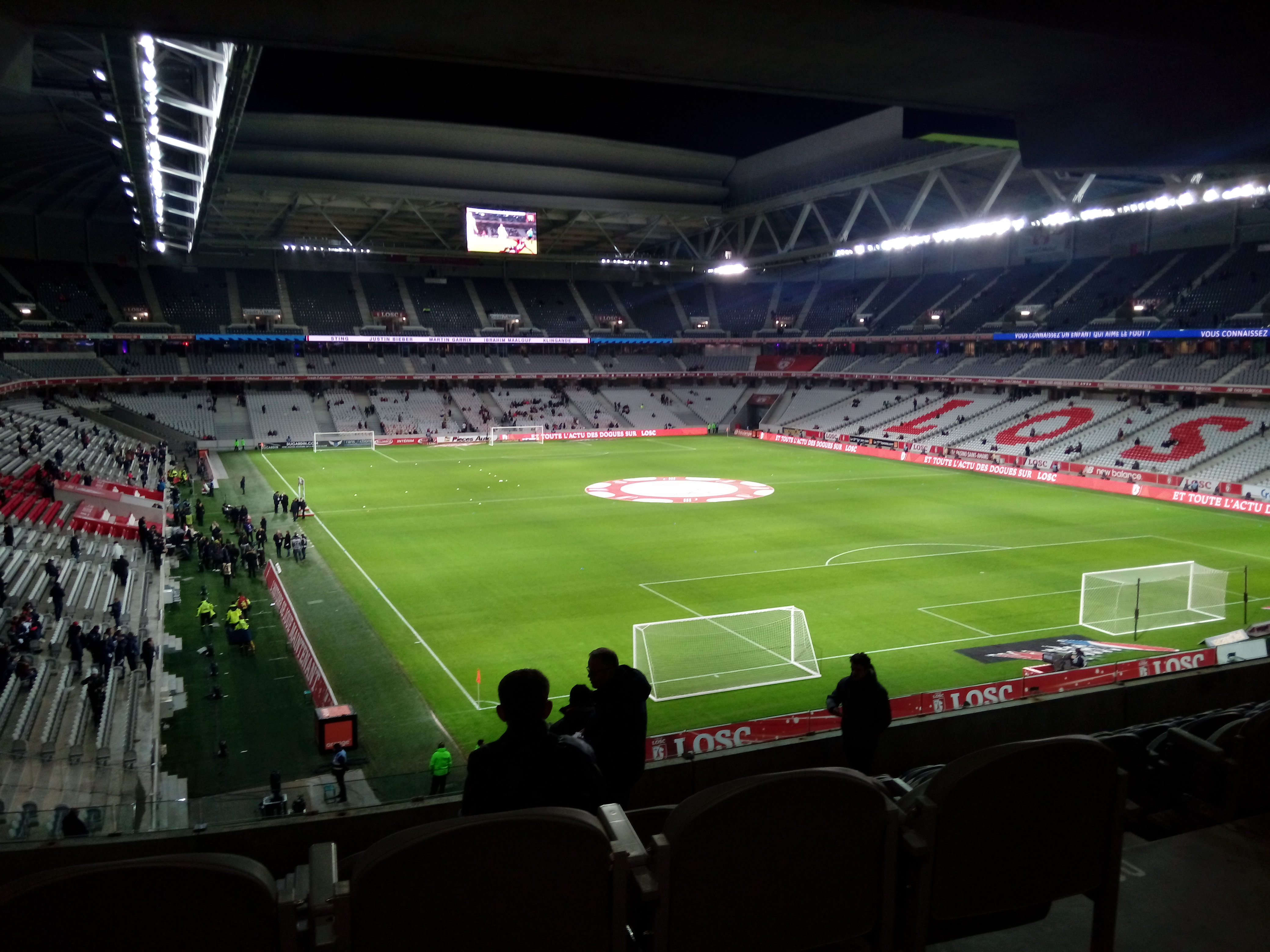
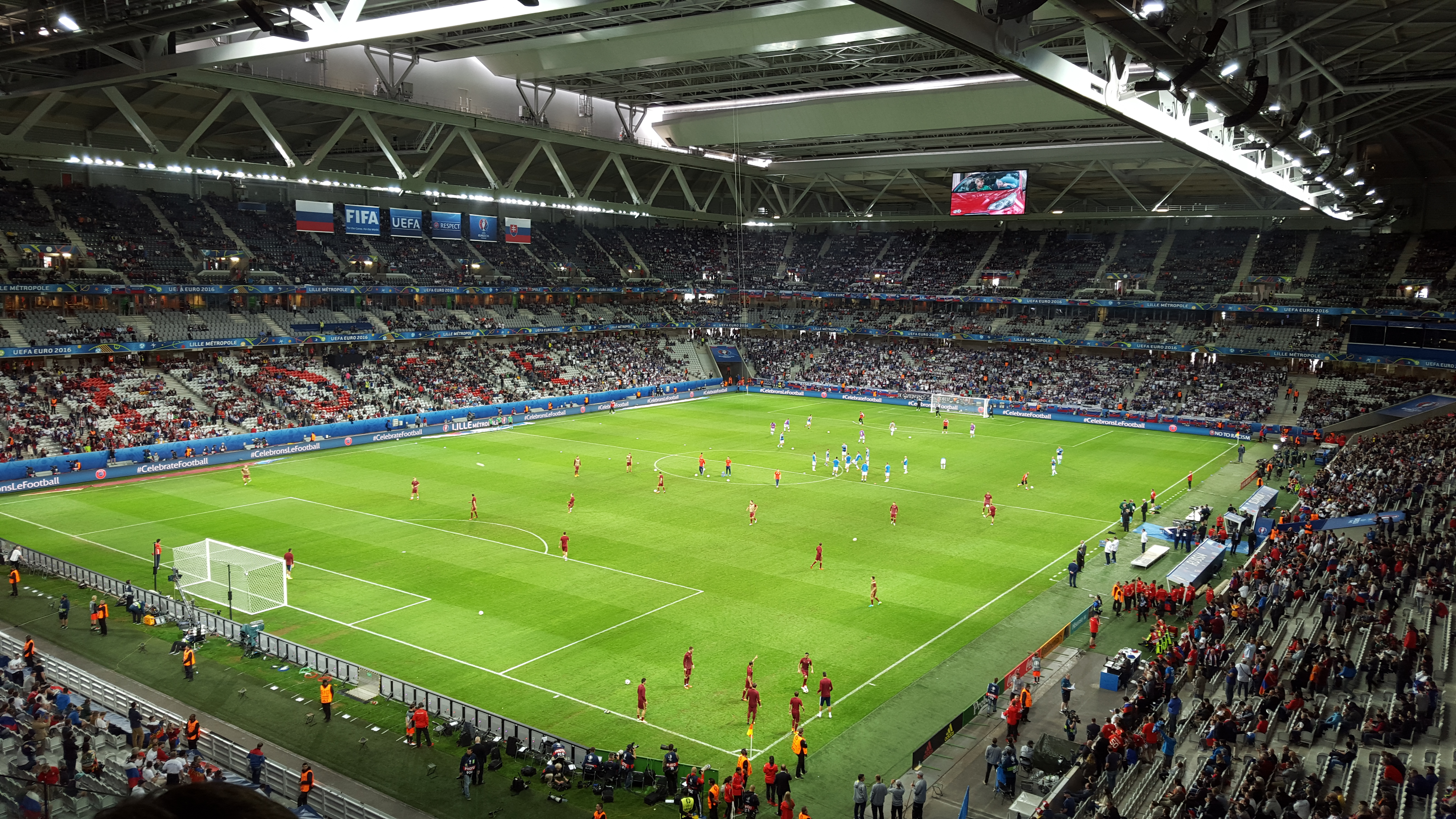

## Eventos disputados

### Eurocopa 2016
- El estadio albergó seis partidos de la Eurocopa 2016.
| Fecha               | Selección #1 | Resultado | Selección #2 | Ronda                 | Espectadores |
| ------------------- | ------------ | --------- | ------------ | --------------------- | ------------ |
| 12 de junio de 2016 | Alemania     | 2 - 0     | Ucrania      | Primera fase, Grupo C | 43 035       |
| 15 de junio de 2016 | Rusia        | 1 - 2     | Eslovaquia   | Primera fase, Grupo B | 38 989       |
| 19 de junio de 2016 | Suiza        | 0 - 0     | Francia      | Primera fase, Grupo A | 45 616       |
| 22 de junio de 2016 | Italia       | 0 - 1     | Irlanda      | Primera fase, Grupo E | 44 268       |
| 26 de junio de 2016 | Alemania     | 3 - 0     | Eslovaquia   | Octavos de final      | 44 312       |
| 1 de julio de 2016  | Gales        | 3 - 1     | Bélgica      | Cuartos de final      | 45 936       |